# Sorkikápolna, Vas
Sorkikápolna  este un sat în districtul Szombathely, județul Vas, Ungaria, având o populație de 266 de locuitori (2011). 

## Demografie
Componența etnică a satului Sorkikápolna
     Maghiari (97,91%)
     Germani (2,09%)
Componența confesională a satului Sorkikápolna
     Romano-catolici (57,89%)
     Reformați (11,65%)
     Luterani (5,64%)
     Fără religie (4,14%)
     Necunoscută (20,68%)
Conform recensământului din 2011, satul Sorkikápolna avea 266 de locuitori. Din punct de vedere etnic, majoritatea locuitorilor (97,91%) erau maghiari, cu o minoritate de germani (2,09%).  Din punct de vedere confesional, majoritatea locuitorilor (57,89%) erau romano-catolici, existând și minorități de reformați (11,65%), luterani (5,64%) și persoane fără religie (4,14%). Pentru 20,68% din locuitori nu este cunoscută apartenența confesională.